# فیگروئلاس

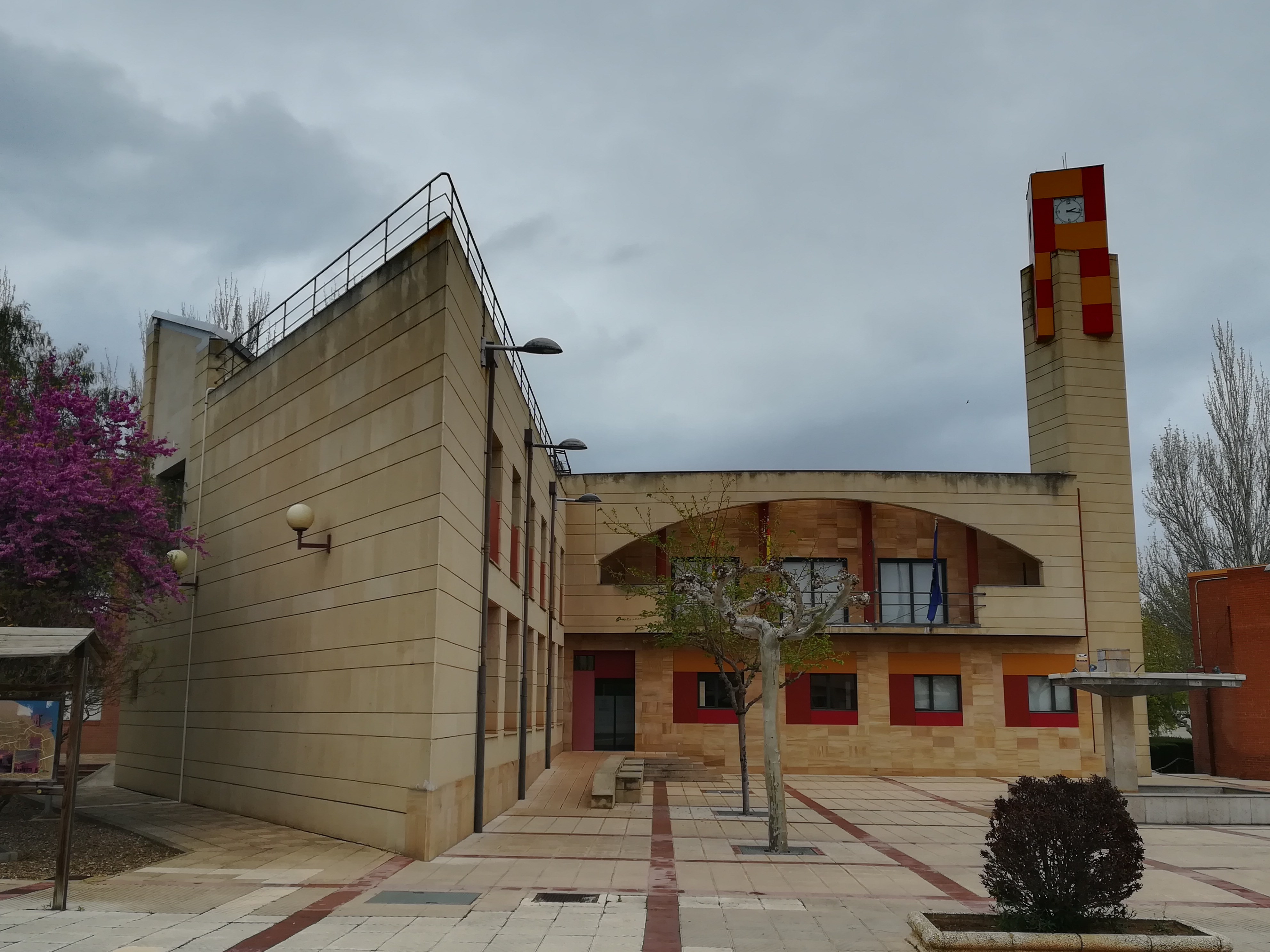
نمایی از ساختمان شورای روستای فیگروئلاس در آراگون - ۲۰۱۹

فیگروئلاس (انگلیسی: Figueruelas) یک روستای کوچک در اسپانیا است که در منطقهٔ خودمختار آراگون، استان ساراگوسا واقع است. در این روستا، از سال ۱۹۸۳ کارخانهٔ اوپل افتتاح شده است و به تولید اوپل کورسا و اوپل ماریوا می‌پردازد.